# C/2014 Q3 (Borisov)
C/2014 Q3 (Borisov) — одна з короткоперіодичних комет типу комети Галлея. Ця комета була відкрита 22 серпня 2014 року; вона мала 17.0m на час відкриття.